# Dominika Peczynski
Dominika Peczynski, född 20 september 1970 i Warszawa, är en polsk-svensk artist, PR-strateg och skribent.

## Biografi

### Uppväxt och tidigt yrkesliv
Dominika Peczynski är född i Warszawa, Polen och växte upp i en judisk familj. Hon kom till Sverige från Polen 1977, som sjuåring, i tron om att hon skulle på solsemester i Grekland.  Under en tid arbetade Peczynski även som servitris på restaurang Tyrol i Stockholm.

### Karriär
Peczynski blev medlem i musikgruppen Army of Lovers 1992, då hon gjorde debut med låten "Hasta Mañana" som är en cover på en Abba-sång. Hon var sedan tidigare bekant med Jean-Pierre Barda, då de gått i samma skola, och hon hade arbetat som modell för Camilla Thulin, som var bandets kostymör. Åren 2005–2007 sjöng hon i synthpopduon Nouveau Riche.
Peczynski har varit programledare i TV3 och Kanal 5, i flera olika tv-program, samt i utländsk tv. Detta inkluderar Genom nyckelhålet, Tutti frutti, Harem, Dominika's Planet och The Big E, där den sista sändes i Storbritannien. 
Tillsammans med dramatikern Martina Montelius, som hon även tävlade med i På spåret, har Peczynski podden Radio Free Martinika. Laget gick till kvartsfinal i På spåret. Under auditionturnén i Idol 2015 var Peczynski bisittare till Alexander Bard i Idol-juryn. År 2017 var hon en av de tävlande i Let's Dance.
Peczynski grundade 1998 webbplatsen Lovesearch.com, som blev den största i sin genre i Norden och som senare såldes till Match.com. I april 2011 blev Peczynski sverigechef för den norska otrohetssajten Victoria Milan. Peczynski driver PR-byrån Mafioso PR i Stockholm och är kolumnist på Aftonbladet. Hon har skrivit kokboken Östeuropas kulinariska hemligheter, som fick pris för "Årets bästa etniska kokbok 2009" av Måltidsakademien.
I riksdagsvalet 2022 kandiderade Dominika Peczynski för Liberalerna men kom inte in. I SR:s Söndagsintervjun sa Peczynski att hon är ”Folkpartist av hävd. Jag röstar på samma parti som mina föräldrar".  Den 21 februari blev Peczynski ersättare för ledamot av Sveriges riksdag.

## Privatliv
Dominika Peczynski har två barn från två tidigare förhållanden. Hon gifte sig med Sveriges tidigare finansminister Anders Borg 2018. Paret skilde sig 2022, men fortsatte ändå sin kärleksrelation.